# 寸借詐欺
寸借詐欺（すんしゃくさぎ）とは、代表的な詐欺のひとつで、人の善意につけこみ小額の現金を借りるふりをして、それを騙し取る行為を指す。

## 事例
- 日本人旅行者が国外で被害に遭うケースも多く報告されており[1]、中には何度もお金を渡して日本円で計300万円以上を騙し取られた例もある[2]。
- 東日本大震災に便乗し、震災の被災者を装い、被災地に送る物資を購入する代金を貸してくれるよう持ちかけて金銭をだまし取るという事例も発生した[3]。